# Voleibol sentado nos Jogos Paralímpicos de Verão de 2020
As competições de voleibol sentado nos Jogos Paralímpicos de Verão de 2020 serão disputadas entre 8 e 17 de setembro no Makuhari Messe, em Tóquio, Japão. Os atletas que disputarão o voleibol possuem algum tipo de deficiência física.

## Qualificação
Dezesseis equipes participaram do torneio, sendo 8 equipes masculinas e 8 equipes femininas.

### Masculino
| Método de qualificação              | Data                     | Sede       | Vagas | Qualificados             |
| ----------------------------------- | ------------------------ | ---------- | ----- | ------------------------ |
| Host country                        | 2 de outubro de 2013     | Copenhagen | 1     | JPN Japão                |
| Campeonato Mundial de 2018          | 15–21 de julho de 2018   | Elblag     | 2     | BIH Bósnia e Herzegovina |
| Campeonato Mundial de 2018          | 15–21 de julho de 2018   | Elblag     | 2     | IRI Irã                  |
| Jogos ParaAsiáticos de 2018         | 18–24 de outubro de 2014 | Incheon    | 1     | CHN China                |
| Campeonato Africano de 2019         | 23–28 de julho de 2015   | Kigali     | 1     | EGY Egito                |
| Jogos Parapan-Americanos de 2019    | 7–15 de agosto de 2015   | Toronto    | 1     | BRA Brasil               |
| Campeonato Europeu de 2019          | 2–7 de outubro de 2015   | Warendorf  | 1     | RUS Rússia               |
| Campeonato Intercontinental de 2020 | 17–23 de março de 2016   | Hangzhou   | 1     | DEU Alemanha             |
| Total                               | Total                    | Total      | 8     |                          |

### Feminino
| Método de qualificação           | Data                     | Sede       | Vagas | Qualificados       |
| -------------------------------- | ------------------------ | ---------- | ----- | ------------------ |
| Anfitrião                        | 2 de outubro de 2009     | Copenhagen | 1     | JPN Japão          |
| Campeonato Mundial de 2014       | 15–21 de junho de 2014   | Elblag     | 2     | RUS Rússia         |
| Campeonato Mundial de 2014       | 15–21 de junho de 2014   | Elblag     | 2     | USA Estados Unidos |
| Jogos ParaAsiáticos de 2014      | 18–24 de outubro de 2014 | Incheon    | 1     | CHN China          |
| Campeonato Africano de 2015      | 23–28 de julho de 2015   | Kigali     | 1     | RWA Ruanda         |
| Jogos Parapan-Americanos de 2019 | 7–15 de agosto de 2015   | Toronto    | 1     | BRA Brasil         |
| Campeonato Europeu de 2015       | 2–7 de outubro de 2015   | Podčetrtek | 1     | ITA Itália         |
| Copa Intercontinental de 2020    | 17–23 de março de 2016   | Hangzhou   | 1     | CAN Canadá         |
| Total                            | Total                    | Total      | 8     |                    |

## Medalhistas
| Evento               | Ouro               | Prata                        | Bronze                   |
| -------------------- | ------------------ | ---------------------------- | ------------------------ |
| Masculino (Detalhes) | IRI Irã            | RPC Comitê Paralímpico Russo | BIH Bósnia e Herzegovina |
| Feminino (Detalhes)  | USA Estados Unidos | CHN China                    | BRA Brasil               |